# Зушицы
Зушицы (укр. Зушиці) — село в Городокской городской общине Львовского района Львовской области Украины.
Население по переписи 2001 года составляло 181 человек. Занимает площадь 4,99 км². Почтовый индекс — 81511. Телефонный код — 3231.